# Licneremaeus similis
Licneremaeus similis är en kvalsterart som beskrevs av Pérez-Íñigo jr. 1990. Licneremaeus similis ingår i släktet Licneremaeus och familjen Licneremaeidae. Inga underarter finns listade i Catalogue of Life.